# Via Argentaria
La Via Argentaria (dal latino "Via dell'Argento") era una via commerciale romana e medievale attraverso le Alpi Dinariche. Prende il nome dall'argento romano che veniva trasportato tra la zecca di Salona, le miniere d'argento a est di Ilidža e a Srebrenica e la zecca di Sirmio. All'estremità meridionale, collegava le aree delle odierne Salona e Spalato, verso nord-est attraverso e le Alpi Dinariche partendo da Klis e Sinj, con la Bosnia centrale, virando verso nord lungo la Drina e collegando l'odierna Sremska Mitrovica.